# Hra (film, 1997)
Hra (v originále The Game) je americký mysteriózní film z roku 1997 od režiséra Davida Finchera. Film měl v Americe premiéru 12. září 1997 a v Česku měl premiéru 5. března 1998.

## Děj
Investiční bankéř Nicholas Van Orton je velmi bohatý a vede osamělý život. Na čtyřicáté osmé narozeniny ho navštíví bratr Conrad a jako dárek mu dá poukázku na Hru, o které mu nic neprozradí. Vzápětí se roztáčí kolotoč velmi zvláštních událostí, které ho mají připravit o kariéru i peníze. Nakonec se probouzí kdesi v Mexiku, bez dokladů a zcela bez peněz. O svůj dosavadní život se ale chce poprat.

## Obsazení
| Michael Douglas       | Nicholas Van Orton |
| Sean Penn             | Conrad Van Orton   |
| Deborah Kara Ungerová | Christine          |
| James Rebhorn         | Jim Feingold       |
| Peter Donat           | Samuel Sutherland  |